# Poecilmitis turneri
Poecilmitis turneri är en fjärilsart som beskrevs av Riley 1938. Poecilmitis turneri ingår i släktet Poecilmitis och familjen juvelvingar. Inga underarter finns listade i Catalogue of Life.